# أمراض معدية (اختصاص طبي)
اختصاص الأمراض المعدية هو أحد الاختصاصات الطبية التي تهتم بمعالجة الأمراض المعدية وتشخيصها والوقاية منها والتحكم بها. يقوم الطبيب المختص بالأمراض المعدية بمعالجة الأمراض المنقولة أو المكتسبة في المستشفيات وكذلك الأمراض التي تنتقل إلى المريض خارج المؤسسات الصحية في المجتمع. يمكن لأخصائي الأمراض المعدية إجراء اختبارات مختلفة لتحديد أفضل دواء لعلاج المرض. على الرغم من وجود الأمراض المعدية دائمًا، إلا أن تخصص الأمراض المعدية لم يكن موجودًا حتى أواخر القرن العشرين بعد أن مهد العلماء والأطباء في القرن التاسع عشر الطريق من خلال الأبحاث حول مصادر الأمراض المعدية وتطوير اللقاحات.
في الولايات المتحدة، يعد اختصاص الأمراض المعدية اختصاصا فرعيا دقيقا يحصل عليه أطباء الأمراض الباطنية والأطفال بعد زمالة لمدة سنتين.

## مجال العمل
عادةً ما يعمل أخصائيو الأمراض المعدية كمستشارين للأطباء الآخرين في حالات العدوى المعقدة، وغالبًا ما يتولون رعاية مرضى الإيدز/فيروس نقص المناعة البشرية وأشكال أخرى من نقص المناعة. على الرغم من أن الأطباء العامين يعالجون العديد من العدوى الشائعة دون الحاجة إلى تخصص في الأمراض المعدية، إلا أنه يتم اللجوء إلى الأخصائيين في الحالات التي يصعب تشخيصها أو إدارتها. كما قد يُطلب منهم المساعدة في تحديد سبب الحمى غير المعروفة.
يعمل أخصائيو الأمراض المعدية في المستشفيات (للحالات الداخلية) والعيادات (للحالات الخارجية). في المستشفيات، يساهم هؤلاء الأطباء في ضمان التشخيص والعلاج السريع للعدوى الحادة عن طريق التوصية بالاختبارات التشخيصية اللازمة لتحديد مصدر العدوى، بالإضافة إلى وصف العلاج المناسب مثل المضادات الحيوية لعلاج العدوى البكتيرية. في بعض الحالات، يمكن أن يُسهم تدخل الأخصائيين في تحسين نتائج المرضى. في العيادات، يقدم أخصائيو الأمراض المعدية رعاية مستمرة للمرضى الذين يعانون من العدوى المزمنة مثل الإيدز/فيروس نقص المناعة البشرية.